# وليد صابر
وليد صابر عياش هبه (مواليد 22 أبريل 2004) هو لاعب كرة قدم سعودي يلعب حاليًا في نادي الجيل معار من نادي النصر.

## مسيرة اللاعب
بدأ في نادي النصر وأعير إلى نادي الجيل في عام 2024 لمدة موسم.